# Pevné částice

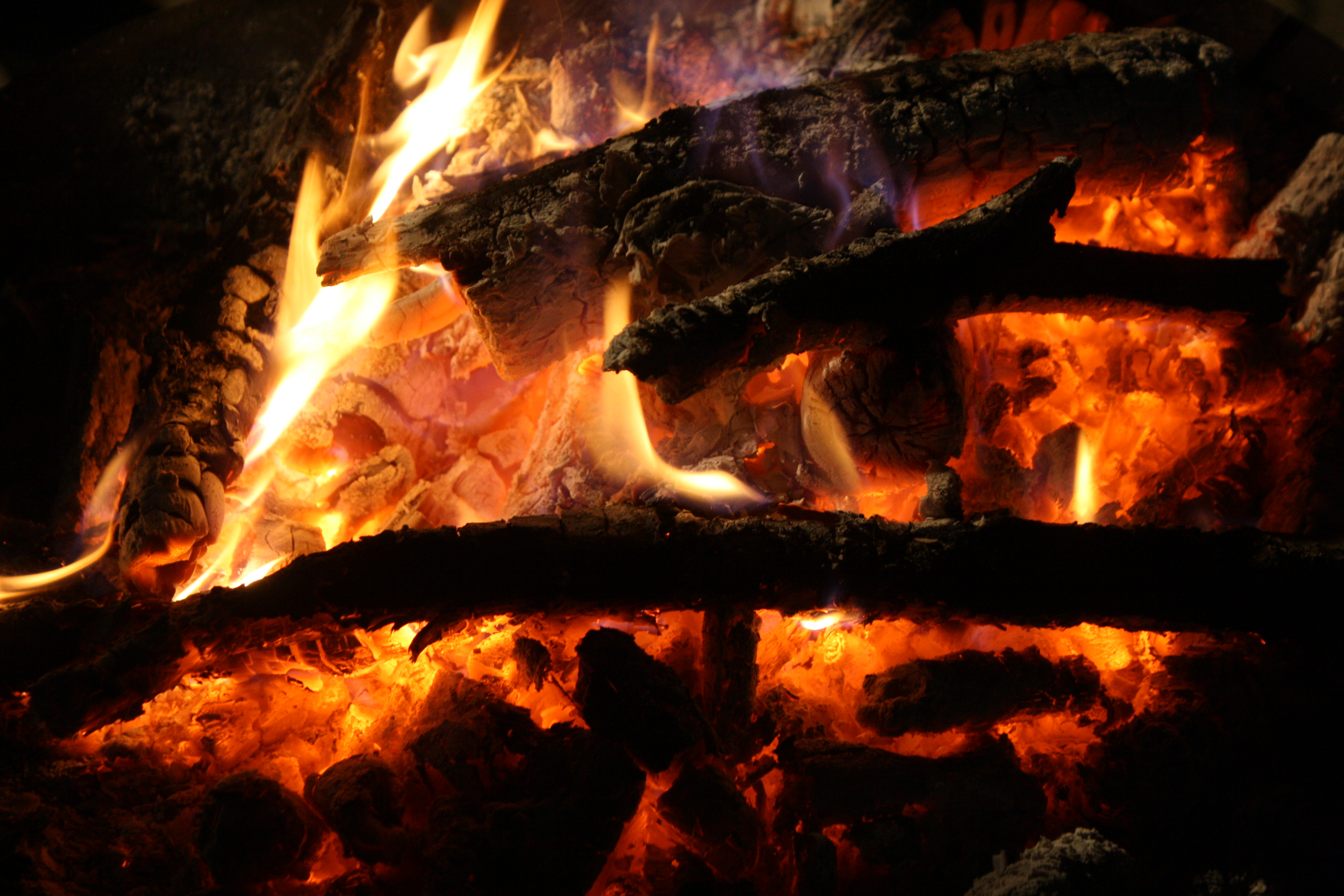
Nejvýznamnějším zdrojem emisí částic PM v České republice je lokální vytápění domácností.

Suspendované částice či laicky prachové částice (anglicky: particulates či particulate matter – PM) jsou drobné částice pevného a kapalného skupenství (tzv. aerosol) rozptýlené ve vzduchu, které jsou tak malé, že mohou být unášeny vzduchem. Jejich zvýšená koncentrace může způsobovat závažné zdravotní problémy. Podílí se také na důležitých atmosférických dějích jako vznik vodních srážek a ovlivňují teplotní bilanci Země. Jedná se o jedinou znečišťující látku definovanou v České legislativě, která není definována chemicky, ale jedná se o různorodou směs látek, které jsou definovány na základě velikosti.
Terminologie používaná při popisu těchto částic není jednotná a záleží na tom, zda se částice posuzují spíše z hlediska svého původu, nebo z hlediska jejich vlivu na zdraví. Odlišné pojmy sledující spíše fyzikální a optické vlastnosti ovzduší pak používají meteorologové.

## Zdroje částic
Zdrojem pevných částic může být přírodní proces, např. výbuch sopky, větrná bouře nebo lesní požár, ale také lidská činnost, např. spalování uhlí, ropy, dřeva nebo odpadů, těžba uhlí, kamene či štěrku.
Nejvýznamnějším lidským zdrojem pevných částic v ovzduší je z celosvětového hlediska zemědělství. Produkuje tolik prachu jako všechny ostatní lidské zdroje dohromady. Významným zdrojem prachových částic jsou také automobily s dieselovými motory, které nemají filtr pevných částic a jejichž výfukové plyny obsahují množství malých prachových částic (sazí) vznikajících nedokonalým spalováním nafty. Dále částice vznikají obrusem pneumatik a povrchového materiálu vozovky. U těžších (SUV, elektromobily) jsou pak větší. I asfalt je zdrojem a to především za vyšších teplot.
V České republice je jednoznačně nejvýznamnějším zdrojem emisí částic, a to jak větších PM10, tak menších PM2,5 lokální vytápění domácností. V případě částic PM10 je tento zdroj zodpovědný za přibližně 70 % celkových emisí, u menších a potenciálně zdravotně nebezpečnějších částic PM2,5 je to dokonce téměř 85 %.
Zdroje suspendovaných částic nejsou zdaleka omezeny jen na venkovní ovzduší a existuje spousta zdrojů také v interiérech. Běžné vaření (i na elektrickém vařiči) v místnosti zvyšuje dočasně koncentraci částic ve vzduchu více než 10× oproti hodnotám pozadí (pro ultrajemné částice až 550×). Ve městech pak může být znečištěno okolí restaurací. Dalším významným domácím zdrojem částic je cigaretový kouř. V minulosti to byl oheň. Menší vliv pak mají také např. svíčky či spreje na vlasy. Do vzduchu se tak při úpravě vlasů mohou dostávat látky jako dekamethylcyklopentasiloxan.
Krátkodobým zdrojem jsou i ohňostroje.

### Sekundární prašnost
Na znečištění se významně podílí tzv. sekundární prašnost, která je způsobena zvířením pevných částic, které již byly usazeny nebo jinak deponovány na zemském povrchu, a jejich následným rozptylem do ovzduší, tzv. resuspenze. Může být hlavním zdrojem polétavého prachu ve městech. Např. studie z Paříže uvádí, že množství hrubších částic (PM10), které se do ovzduší dostaly jako sekundární prašnost, může být 3–7× vyšší, než jejich přímé emise z výfukových plynů.
Na vzniku sekundární prašnosti se kromě automobilové dopravy podílí významnou měrou i stavební činnost, především pohyb stavebních vozidel na nezpevněném povrchu a manipulace se sypkými materiály. Dalším zdrojem je manipulace se sypkými materiály obecně – kromě stavebnictví např. při těžbě surovin, v cementárnách a jiných výrobnách stavebních materiálů, na skládkách apod. Nezanedbatelný vliv na vznik sekundární prašnosti však mají i přírodní procesy – především vítr.
Vznik sekundární prašnosti je zásadně ovlivněn vlhkostí povrchu, na kterém jsou částice usazeny. Se vzrůstem vlhkosti dochází ke shlukování částic a tím klesají předpoklady k jejich zvíření. K výraznému snížení prašnosti proto pomáhá kropení komunikací zejména v letních měsících.

## Zdravotní vlivy

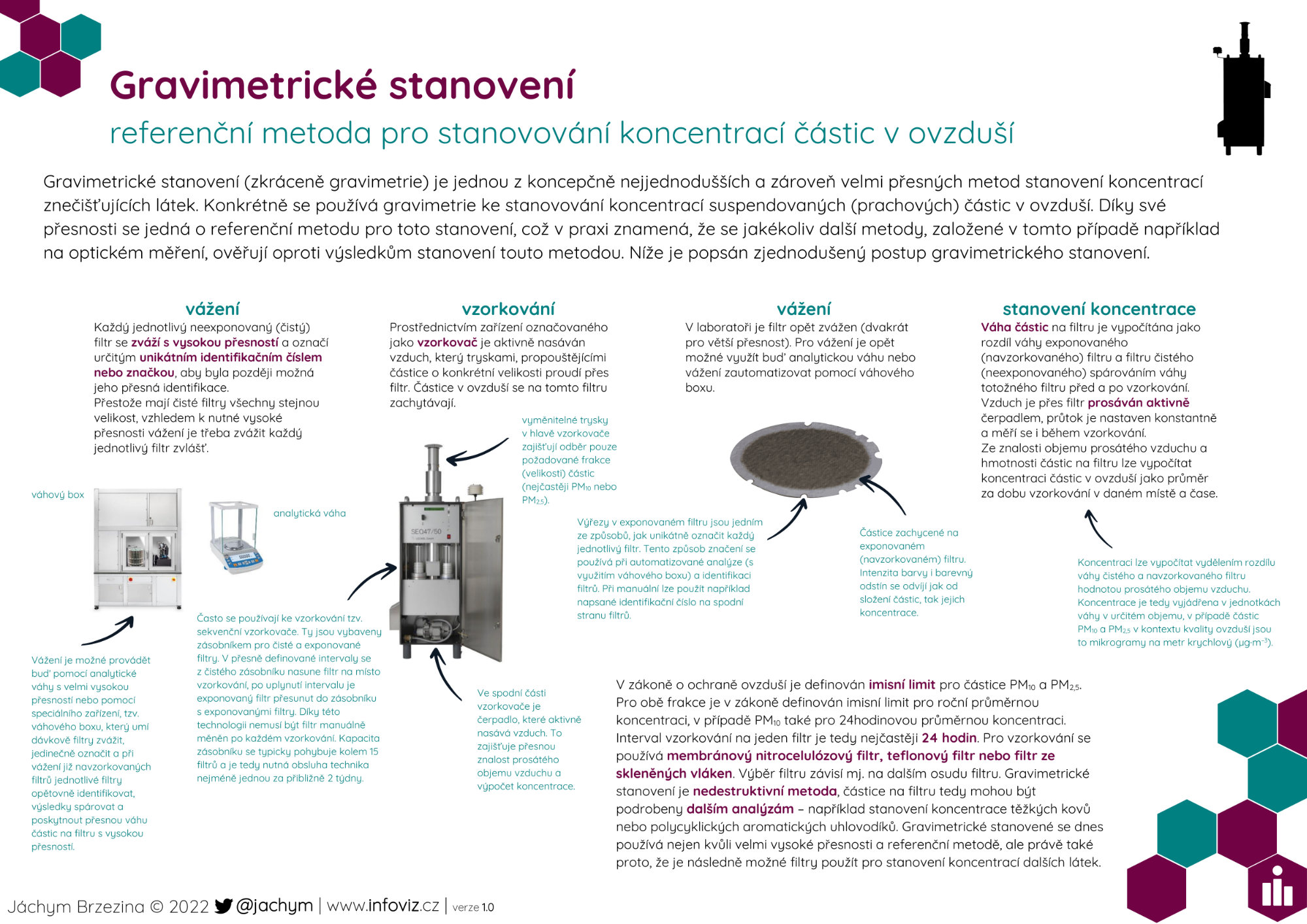
Vzorkování částic z ovzduší na filtr a následná gravimetrie představují jednu z nejpřesnějších a nejjednodušších metod, jak stanovit koncentrace částic PM v ovzduší. Zdroj: infoviz.cz

Inhalace pevných prachových částic poškozuje především kardiovaskulární a plicní systém. Účinek těchto částic na lidský organismus (obecně i na jiné živočichy nebo i rostliny) závisí na délce vystavení organismu jejich působení – na tzv. době expozice.
- Při krátkodobé expozici[20] může docházet k vyššímu počtu zánětlivých onemocnění plic, k nepříznivým účinkům na srdečně-cévní systém a v důsledku toho k zvýšení počtu hospitalizací a vyšší spotřebě léčiv. Cévní mozková příhoda závisí na míře znečištění v rámci několika dní.[21]

- Při dlouhodobé expozici dochází k snížení plicních funkcí dětí i dospělých, k vyššímu počtu chorob dolních cest dýchacích, k zvýšení výskytu chronické obstrukční nemoci plicní a v důsledku toho i k snížení předpokládané délky doby dožití.

Metaanalýza ukázala, že riziko úmrtí roste o 6 % na koncentraci 10 μg/m³ (pro PM10 i pro PM2,5). V některých, především méně vyspělých zemích, je pak v důsledku znečištění střední délka života kratší i o více než jeden rok. Krátkodobá (hodiny až pár dní) expozice částicemi PM2,5 způsobuje ve světě milion úmrtí ročně.

### Vliv velikosti částic
Pozorováním bylo zjištěno, že vliv pevných prachových částic na zdraví závisí především na jejich velikosti. Větší částice se zachycují na chloupcích v nose a nezpůsobují větší potíže. Částice menší než 10 µm pronikající za hrtan do dolních cest dýchacích. Někdy se proto označují jako vdechované částice nebo thorakální částice (anglicky thoracic particles) – z latinského thorax – hrudník. Zde se mohou usazovat v průduškách (PM2,5 – „jemné částice“), pronikat do plicních sklípků (PM1) nebo až do krve (PM0,1 – ultrajemné částice) a způsobovat zdravotní problémy. Vliv velikosti částic potvrdil i výzkum na dobrovolnících, kdy bylo zjištěno, že sazí z otevřených ohnišť zůstává po vdechnutí v plicích jen pětina, zatímco u sazí z dieselových automobilů je to polovina. Souvisí to se zjištěním, že saze z motorů mají výrazně menší velikosti částic než saze z ohnišť. Pro srovnání, průměr lidského vlasu je přibližně 50 až 70 µm.
Protože prachové částice mají obecně nepravidelný tvar, uvažuje se tzv. aerodynamický průměr, což je průměr kulové částice o hustotě 1000 kg/m³, která má stejnou ustálenou rychlost způsobenou gravitační silou v klidném ovzduší, jako sledovaná částice.
Z hlediska zdravotního působení byly definovány různé frakce prachových částic označované obecně jako x v závislosti na jejich velikosti udávané v mikrometrech. Obvykle se stanovují částice o velikosti
- PM10 – částice menší než 10 μm,
- PM2,5 – částice menší než 2,5 μm,
- PM1 – částice menší než 1 μm,
- PM0,1 – částice menší než 100 nm.

Hodnoty koncentrací těchto částic jsou obvykle udávány v jednotkách objemové hustoty (např. v µg/m³) – odpovídají tedy celkové hmotnosti částic. Reaktivita a tedy i zdravotní vlivy částic na organismy však souvisí spíše s povrchem či počtem částic, který je při dané objemové koncentraci pro menší částice větší. Proto je i riziko spojené s částicemi PM2,5 a PM1 podstatnější.
Karcinogenem jsou prokazatelně různé typy prachu, kouře či vlákénka azbestu. Pokud jde o látky (včetně virů) s charakteristickými rozměry menšími než je buňka (mezi podezřelé patří i uhlíkové nanotrubice), způsobují patologické změny buněk.

## Složení částic
Pevné částice často obsahují popílek, saze a horniny. Částice se testují i na obsah polyaromatických uhlovodíků (PAH), polychlorovaných bifenylů (PCB), pesticidů (jako např. DDT) a těžkých kovů. Provádějí se i toxikologické a mineralogicko-morfologické analýzy.
Složení částic se významně liší podle způsobu jejich vzniku. Některé látky reagují v řádu hodin, takže zpětná analýza vzorků podceňuje jejich skutečnou koncentraci.

## Znečištění ovzduší v České republice

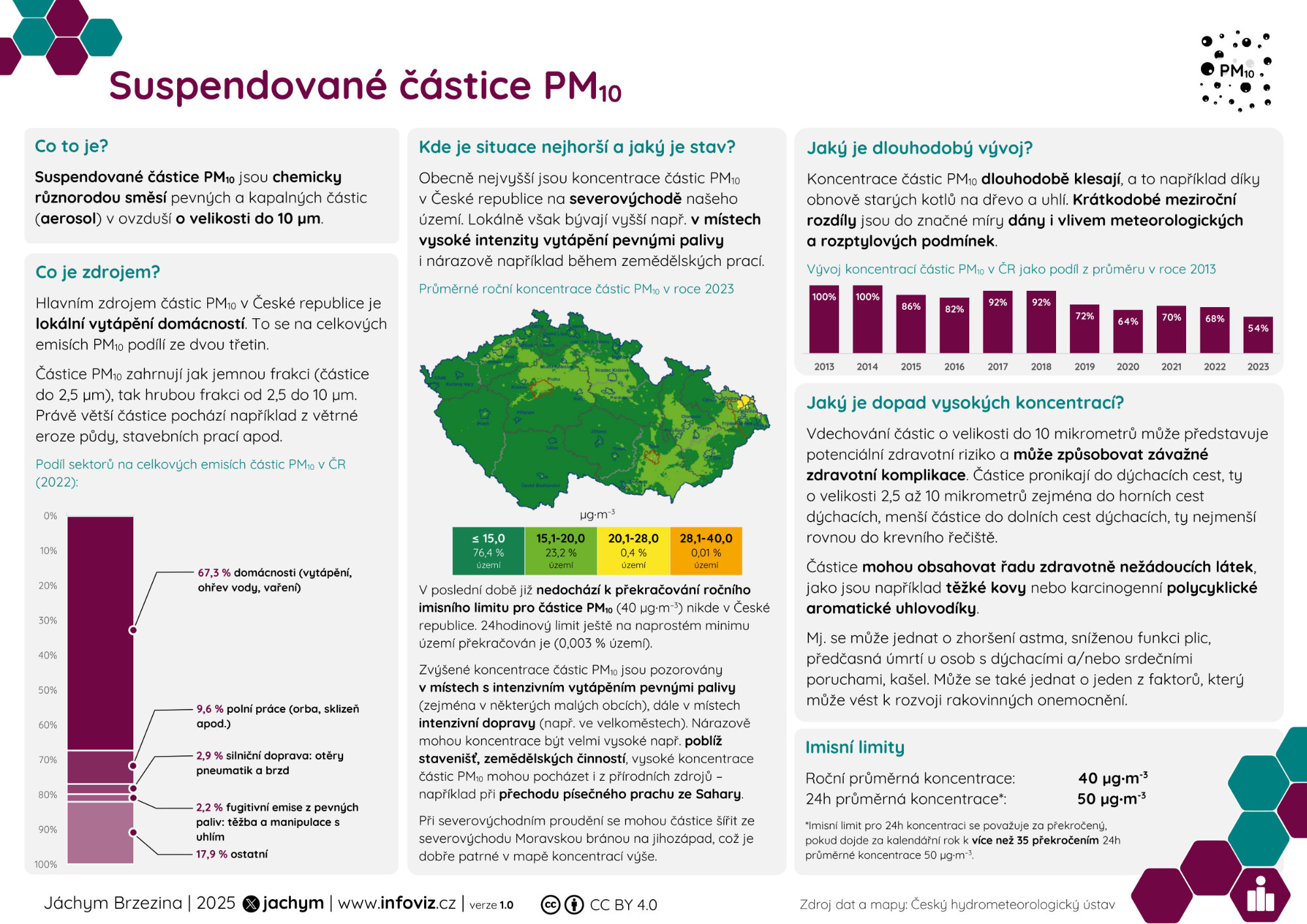
Základní informace o částicích PM_{10}. Zdroj: infoviz.cz.

Znečištění prachovými částicemi v současnosti patří k hlavním problémům kvality ovzduší v České republice. Částice představují významné riziko pro lidské zdraví. Pocházejí hlavně ze spalovacích procesů v energetice, vytápění domácností, dopravy a přírodních zdrojů (například větrná eroze půdy, lesní požáry apod.).
V České legislativě je pro částice definováno několik imisních limitů:
- imisní limit pro ochranu zdraví pro roční průměrnou koncentraci částic PM10 (40 μg.m−3)
- imisní limit pro ochranu zdraví pro 24h průměrnou koncentraci částic PM10 (50 μg.m−3, limit se považuje za překročený, pokud dojde k více než 35 překročením za kalendářní rok)
- imisní limit pro ochranu zdraví pro roční průměrnou koncentraci částic PM2,5 (20 μg.m−3)

24h imisní limit pro průměrnou koncentraci částic PM10 nebyl v roce 2023 překročen na žádné ze 158 profesionálních stanic v rámci Informačního systému kvality ovzduší (ve správě Českého hydrometeorologického ústavu) s dostatečným množstvím dat. Rok 2023 tak byl prvním v historii měření této látky od 90. let, kdy tento limit nebyl nikde překročen. 
Roční průměrná koncentrace částic PM10 byla v roce 2023 k dispozici na 163 stanicích, imisní limit nebyl překročen ani na jedné z nich.
Ani imisní limit pro průměrnou roční koncentraci částic PM2,5 nebyl v roce 2023 překročen. 
Dlouhodobě dochází k postupnému poklesu koncentrací částic PM v ovzduší v České republice, a to díky dlouhodobé obnově starých kotlů, automobilů a zlepšováním technologických procesů v průmyslu. Plošně nejvyšší jsou koncentrace částic PM na severovýchodě našeho území.

## Další pojmy
- prach (při přítomnosti v ovzduší obvykle polétavý prach) jsou pevné částice větší než 0,5 μm (500 nm)[1] a menší než 75 μm[25] vzniklé z pevné hmoty; v některých případech se horní hranice velikosti neurčuje a označují se tak všechny pevné částice, které se udrží ve vznosu v ovzduší,
- jako dým se označují aerosol z pevných částic menších než 50 nm,[25]
- kouř je pojem odpovídající dýmu, který však obsahuje i kapalné částice,
- ultrajemné částice je obecnější označení pro pevné i kapalné částice pod 100 nm,[34] jejichž účinek na lidské zdraví se začal zkoumat až po roce 2000,
- smog je obecný pojem, kterým se označuje viditelné znečištění atmosféry zejména ve městech,
- mlha je kapalný aerosol, vzniklý kondenzací přesycených vodních par nebo atomizací kapaliny,[25]
- opar je pojem používaný spíše v meteorologii a označující aerosol, který má vliv především na viditelnost v atmosféře.[25]

## Další fotografie

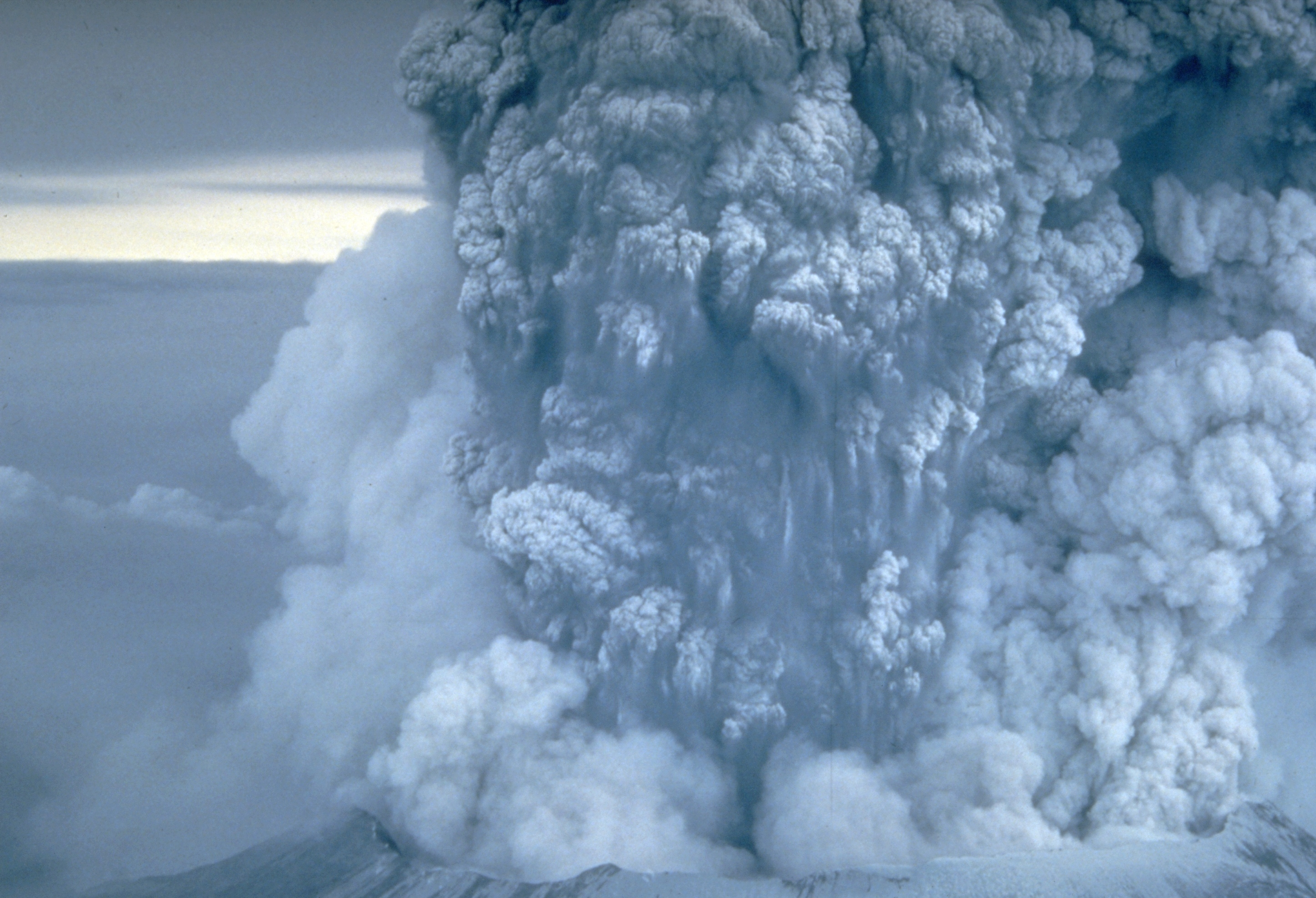
Erupce sopky Mount St. Helens za den vychrlila 520 miliónů tun popílku
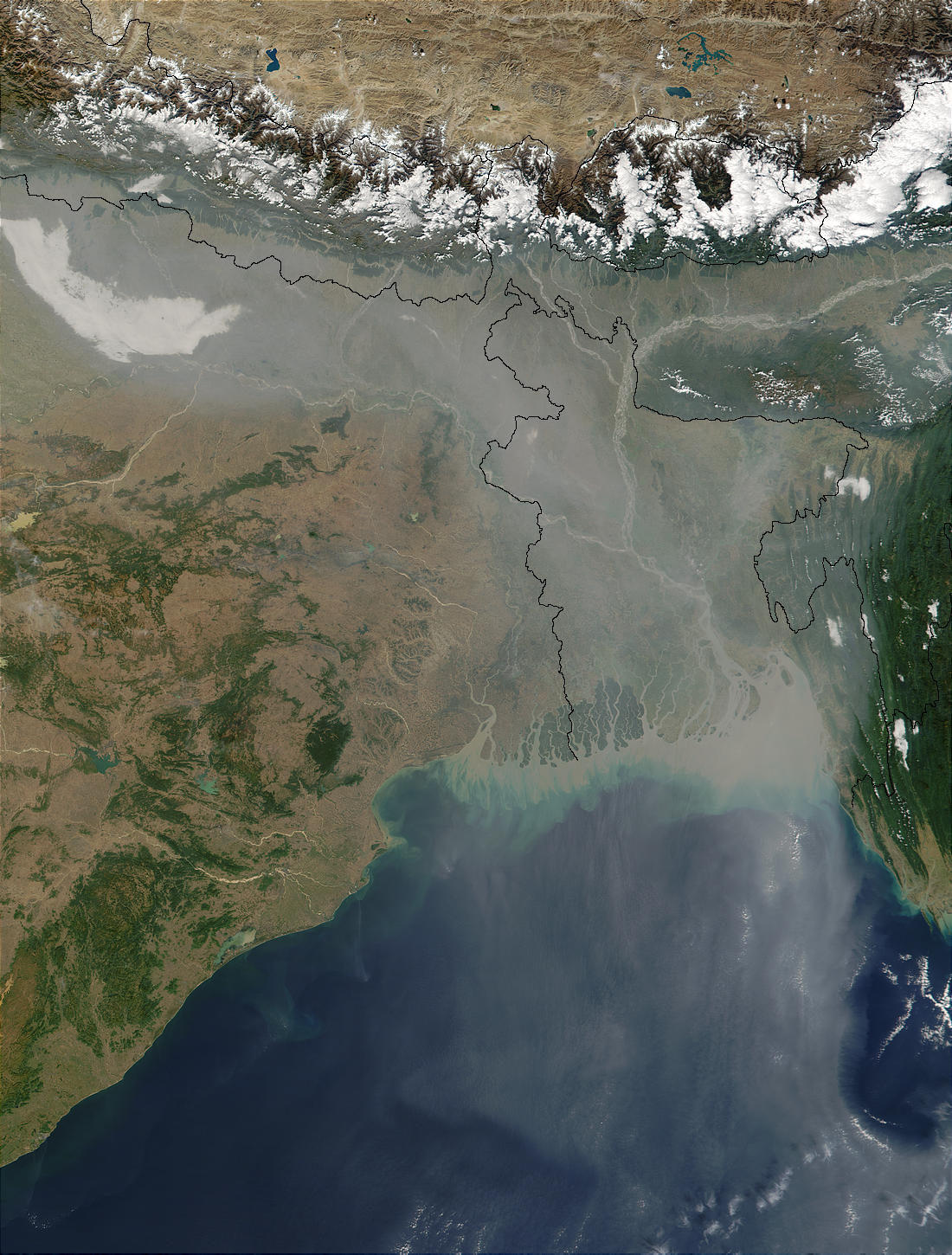
Prachový mrak na pomezí Indie a Bangladéše
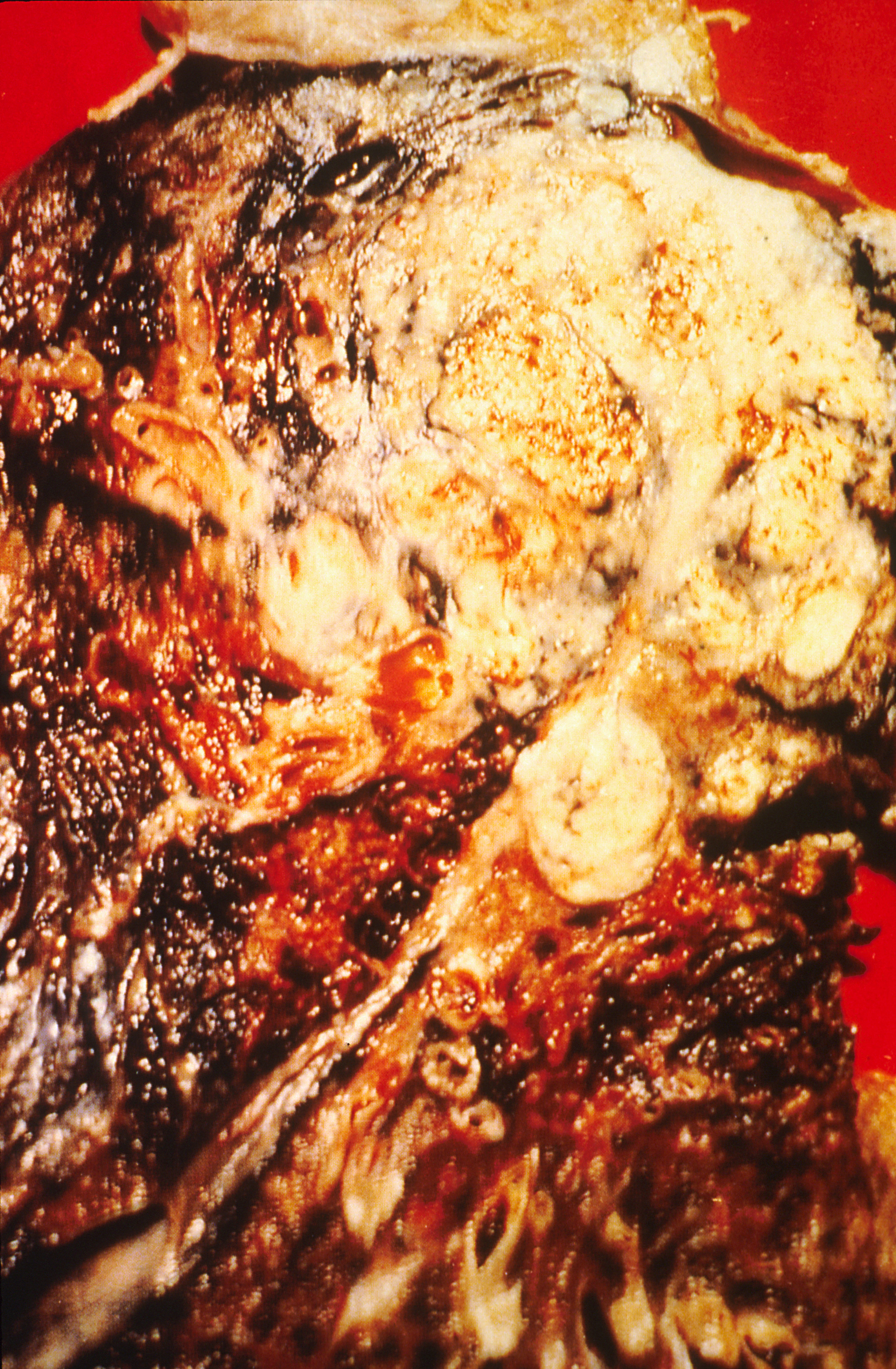
Vdechování prachových částic může způsobit onemocnění rakovinou plic